# سیلور فاکس (کمیک)
سیلور فاکس (به انگلیسی: Silver Fox) یک شخصیت خیالی در کتاب‌های کامیک منتشر شده توسط مارول کامیکس است. شخصیت سیلور فاکس توسط نویسنده کریس کلیرمونت و طراح جان بوشما خلق شده‌است که برای اولین بار در شمارهٔ ۱۰ از دومین نسخه ولورین (اوت ۱۹۸۹) حضور پیدا کرد. او به عنوان معشوقهٔ سابق شخصیت ولورین و یکی از اعضای کنونی سازمان تروریستی هایدرا به‌شمار می‌رود.
لین کالینز نقش شخصیت سیلور فاکس را در فیلم خاستگاه مردان ایکس: ولورین (۲۰۰۹) ایفا کرده‌است.

## زندگی‌نامه ساختگی شخصیت
سیلور فاکس یکی از اعضای جوان قبیلهٔ هندی بلک‌فوت بود که در اوایل دههٔ ۱۹۱۰، شیفتهٔ جهش‌یافته‌ای جوان به نام لوگن شد و با او کلبه‌ای را در اجتماعی واقع در کوه‌های راکی سهیم شد. یکی دیگر از ساکنان این جامعه جهش‌یافته‌ای به نام دندان‌خنجری بود که شباهت‌هایی بین خود و لوگن احساس می‌کرد و در نتیجه تصمیم به غلبه بر او گرفت. دقیقاً در روز تولد لوگن، دندان‌خنجری به سیلور فاکس حمله کرد و پس از تجاوز، او را به حال مرگ رها کرد. لوگن که بسیار خشمگین شده بود در نبردی وحشیانه با دندان‌خنجری مبارزه کرد، اما در نهایت شکست خورد؛ لوگن شهر را ترک نمود غافل از اینکه سیلور فاکس هنوز زنده است.
یک دهه بعد، سیلور فاکس تبدیل به یکی از عوامل دولت ایالات متحده در برنامه اسلحه ایکس شد، و به واحدی زمینی با عنوان تیم ایکس پیوست که در آنجا یکبار دیگر با لوگن (با اسم رمز ولورین) و دندان‌خنجری متحد شد. از آنجایی که تمام اعضای گروه تیم ایکس تحت تأثیر تغییرات حافظه‌ای قرار گرفته بودند، به‌طور دقیق مشخص نیست که به چه میزان گذشتهٔ این سه نفر در آن زمان با یکدیگر درگیر بوده‌است. به سبب واکنش‌های شدید القاء حافظه در سیلور فاکس، او در حین مأموریتی در کوبا، در سال ۱۹۶۳، به ولورین و دندان‌خنجری خیانت کرد. او متعاقباً تبدیل به یک تروریست شد، و با دیگر هم‌دستانش در طی مأموریتی دیگر در انتاریو شدیداً به مشکل خورد و در نهایت تبدیل به یکی از مأموران سازمانی تروریستی به نام هیدرا گشت.